# Bryan Bracey
Bryan Patrick Bracey (Chicago, 5. kolovoza 1978.) američki je profesionalni košarkaš. Igra na poziciji niskog krila, a trenutačno je član belgijske momčadi Mons-Hainauta. Izabran je u 2. krugu (58. ukupno) NBA drafta 2001. od strane San Antonio Spurs.

## Vanjske poveznice
- Profil na Basketball-Reference.com